# Грабувка (Красницький повіт)
Грабувка (пол. Grabówka) — село в Польщі, у гміні Аннополь Красницького повіту Люблінського воєводства.
Населення — 457 осіб (2011).
У 1975-1998 роках село належало до Тарнобжезького воєводства.

## Демографія
Демографічна структура станом на 31 березня 2011 року:
|          | Загалом | Допрацездатний вік | Працездатний вік | Постпрацездатний вік |
| -------- | ------- | ------------------ | ---------------- | -------------------- |
| Чоловіки | 225     | 43                 | 148              | 34                   |
| Жінки    | 232     | 42                 | 125              | 65                   |
| Разом    | 457     | 85                 | 273              | 99                   |